# أبناء الأرض (فلم)
أبناء الأرض أو الأرضيون (بالإنجليزية: Earthlings) إنتاج 2005 بطولة جواكان فونيكس وتأليف وإخراج شون مونسون هو فيلم وثائقي طويل حول العلاقة بين الطبيعة والحيوانات والمصالح الاقتصادية البشرية، ينتقد الفيلم اعتماد البشر على الحيوان في صناعة الطعام والملابس والترفيه والرياضة والتجارب العلمية، وما يتبع ذلك من معاناة للحيوان وإضرار للكوكب وللإنسان نفسه.

## القصة
باستخدام لقطات لكاميرات خفية ولقطات لم يسبق لها مثيل، يسلط (أبناء الأرض) على الجانب المظلم لأكبر صناعات العالم، الصناعات التي يتم استغلال الحيوانات فيها من أجل تحقيق الربح.

## جوائز
في عام 2005، تم عرض أبناء الأرض في مهرجان أرتيفيست السينمائي (حيث فاز بجائزة أفضل فيلم وثائقي)، يليه مهرجان بوسطن السينمائي الدولي (حيث فاز بجائزة أفضل محتوى)، وفي مهرجان سان دييغو السينمائي، حيث فاز أفضل فيلم وثائقي، فضلا عن الجائزة الإنسانية لفينيكس).

## وصلات خارجية
- مقالات تستعمل روابط فنية بلا صلة مع ويكي بيانات

الموقع الرسمي

لا توجد روابط لمواقع التواصل الاجتماعي.